# セント・ジョン教区 (アンティグア・バーブーダ)
セント・ジョン教区（セント・ジョンきょうく、英語: Saint John Parish）は、アンティグア・バーブーダの行政教区。アンティグア島の北西部に位置している。行政中心地は同国の首都でもあるセントジョンズ。面積は73.8平方キロメートルで、属領のバーブーダ島に次いで大きい（教区、アンティグア島に限定すれば最大の面積である）。人口は56,736人（2018年推定）で、内訳は都市部が23,994人、郊外部が32,742人となっている。人口は行政区画で最も多く、総人口の6割（2011年国勢調査ベース）がこの教区に居住している。
1872年にレドンダ島を編入したが、1967年2月に分離し、属領（Dependency）となっている。

## 主要都市
- クレア・ホール（ドイツ語版）（Clare Hall）
- シダー・グローブ（英語版）（Cedar Grove）
- ファイブ・アイランズ（英語版）（Five Islands）
- グリーンベイ（英語版）（Greenbay）
- ポッターズ・ヴィレッジ（英語版）（Potters Village）
- セントジョンズ（Saint John's）